# Titaltetic
Titaltetic är en ort i Mexiko.   Den ligger i kommunen Mitontic och delstaten Chiapas, i den sydöstra delen av landet, 800 km öster om huvudstaden Mexico City. Titaltetic ligger 2 037 meter över havet och antalet invånare är 711.
Terrängen runt Titaltetic är huvudsakligen kuperad, men österut är den bergig. Runt Titaltetic är det ganska tätbefolkat, med 134 invånare per kvadratkilometer. Närmaste större samhälle är San Cristóbal de las Casas, 18,1 km sydväst om Titaltetic. Omgivningarna runt Titaltetic är en mosaik av jordbruksmark och naturlig växtlighet.